# قائمة الصحف في لبنان
على مدى أكثر من 150 عاما والصحافة اللبنانية متميزة منذ العهد العثماني، مرورا بفترة بالانتداب الفرنسي القصيرة، وصولا إلى عهد الاستقلال وما بعده، بصمت الصحافة العربية وهيكلتها الأولى مع صحافة سوريا والعراق، استفادت من التطور الذي حصل منذ نهايات القرن 19 في دور النشر والطباعة وحركة الترجمة، لكنها حاليا تواجه صعوبات جمة خصوصا في الجانب التمويلي وكانت أكبر النكسات في إغلاق جريدة السفير بعد 42 عاما من صدورها؛ بسبب أزمة مالية. علاوة على عدم إبداء قابلية واستعداد لدى الصحافة اللبنانية الانسجام والاندماج في العالم الرقمي، خصوصا بعد المنافسة الشرسة مع التكنولوجيا الحديثة وعالم اللوحات الإلكترونية.
توجد في لبنان وكالتي أنباء تمتلكهما الدولة اللبنانية. منها الوكالة الوطنية للإعلام (NNA)، وهي تعتبر المؤسسة الرسمية للأخبار في لبنان، أطلقت عام 1964. كان عدد المشتركين فيها عام 1974 حوالي ال 600. الوكالة الثانية التي تعتبر وكالة رسمية كمؤسسة حكومية هي وكالة الأنباء المركزية.

## أعلام صحفية
قدمت الصحافة والإعلام اللبناني عشرات الشهداء الذين كانوا يغطون أحداثا صعبة تاريخها محافظين على أخلاقيات مهنة الحقيقة والمتاعب ومن أهم روادها:
- سعيد فريحة
- جبران تويني
- سليم اللوزي
- رياض طه
- طلال سلمان
- غسان تويني

## قائمة الصحف
هذه قائمة لأشهر الصحف اللبنانية مرتبة ترتيبا أبجديا: 
- أ

أراراد 
أزتاك
أيك (جريدة)
الأحوال (جريدة)
الأخبار (لبنان)
الأنوار (صحيفة لبنانية)
الإقبال
البلد (جريدة لبنانية)
البيرق
الديار (صحيفة لبنانية)
السفير (صحيفة لبنانية)
اللواء (جريدة لبنانية)
- ج

جريدة الجمهورية (لبنان)
- ذ

ذا ديلي ستار (جريدة لبنانية)
- ز

زارتونك
- ل

لسان الحال
لوريون لوجور
- م

المستقبل (جريدة لبنانية)
- ن

النهار (جريدة لبنانية)
- ي

يا لبنان

## صحف توقفت عن الصدور في لبنان
- أ

أيك (جريدة)
الأنوار (صحيفة لبنانية)
البيرق
الجريدة (صحيفة لبنانية)
السفير (صحيفة لبنانية)
القلم الصريح
- ك

الكشكول
- م

المحرر (صحيفة لبنانية)
- ن

النشرة الشهرية
النهضة المرجعيونية
- ث

ثمرات الفنون
- ج

جبل عامل (جريدة) 
جريدة أبو دلامة 
جريدة الإتفاق
جريدة العهد (لبنان)
جريدة المرج
جورنال بيروت
- ح

حديقة الأخبار

## باللغة الإنجليزية
- ذا ديلي ستار (جريدة لبنانية)
- الأخبار (لبنان)

## باللغة الفرنسية
- لوريون لوجور (daily)
- Al Balad en français (daily)

## جرائد أرمينية
- أراراد
- أزتاك
- زارتونك

## جرائد أسبوعية

### جرائد أسبوعية بالعربية
- همزات الوصل (بيروت، طرابلس)
- الانتقاد  (بيروت)
- الكلمة
- التمدن (طرابلس)
- لسان الحال

### جرائد أسبوعية بالفرنسية
- لا ريفو دو ليبان La Revue du Liban (weekly)  (بيروت)
- لو كوميرس دو لوفان Le Commerce du Levant (periodical)  (بيروت)

## جرائد إلكترونية
- - العنكبوت
  - أسرار البلد نسخة محفوظة 10 فبراير 2012 على موقع واي باك مشين.
  - iloubnan.info
  - النشرة
  - نهار نت
  - لبنان اليوم
  - يا لبنان

## طالع
- قائمة دور النشر في لبنان